# Erastroides hermosilla
Erastroides hermosilla là một loài bướm đêm trong họ Noctuidae.